# Lompenvis
De lompenvis (Icosteus aenigmaticus) is een straalvinnige vis uit het noorden van de Grote Oceaan. Als enige soort van het geslacht (Icosteus) en de familie (Icosteidae) wordt de vis meestal in een eigen onderorde Icosteoidei van de baarsachtigen (Perciformes) geplaatst, maar het komt ook voor dat de vis in een eigen orde (Icosteiformes) wordt geplaatst.

## Beschrijving
Het lichaam van de vis heeft geen schubben. De vinnen hebben geen stekels en de rug- en aarsvin zijn bijna net zo lang als het lijf; de borstvinnen ontbreken. De kleur is over het algemeen donkerbruin en de maximaal bekende lengte is 2 meter.

## Leefomgeving
Lompenvissen worden in dieper water in zee aangetroffen en eten vissen, pijlinktvissen en Octopussen, hoewel bij recente vangsten geen inktvisbekken, maar grote hoeveelheden kwallen in de maag van de vis werden gevonden.